# Heinrich Pohlmeier
Heinrich Pohlmeier (* 22. August 1922 in Ostenland; † 6. März 2014) war ein deutscher Politiker (CDU). Er war zudem Lehrer (Studiendirektor) und wirkte unter anderem als Mitglied des Landtags und ab 1980 des Bundestages.

## Ausbildung und Beruf
Nach dem Abschluss des Gymnasiums in Paderborn mit dem Abitur und dem Einsatz im Kriegsdienst von 1941 bis 1945 studierte der in Westfalen geborene Pohlmeier an der Universität Münster Philologie und Pädagogik. 1950 legte er das erste und 1952 das zweite Staatsexamen für das Lehramt am Gymnasium ab. 1954 wurde er zum Dr. phil. promoviert. Von 1952 bis 1977 arbeitete er als Gymnasiallehrer: von 1952 bis 1954 im öffentlichen Schuldienst und von 1954 bis 1977 an dem privaten Mauritius-Gymnasium in Büren (Westfalen). Dort war er zuletzt als Studiendirektor tätig. Pohlmeier war verheiratet und hatte ein Kind.

## Politik
Heinrich Pohlmeier beantragte am 23. November 1940 die Aufnahme in die NSDAP und wurde rückwirkend zum 1. September desselben Jahres aufgenommen (Mitgliedsnummer 7.833.120). Seit 1964 war er Mitglied der CDU. Von 1964 bis 1974 war er Vorsitzender des CDU-Ortsverbandes Büren und von 1967 bis 1974 Vorsitzender des CDU-Kreisverbandes Büren. 1975 bis 1985 war er als Vorsitzender des CDU-Kreisverbandes Paderborn tätig. Mitglied des Landesvorstandes Westfalen-Lippe war er von 1975 bis 1985. Als Ratsherr (Stadtverordneter) der Stadt Büren fungierte er von 1964 bis 1972, 1964 bis 1969 war er auch Fraktionsvorsitzender der CDU im Rat.
Er war vom 26. Juli 1970 bis 28. Mai 1980 direkt gewähltes Mitglied des 7. und 8. Landtages von Nordrhein-Westfalen für den Wahlkreis 135 Büren-Warburg.
Pohlmeier war von 1980 bis 1990 Mitglied des 9., 10. und 11. Deutschen Bundestags für den Wahlkreis Paderborn. Er wirkte insbesondere als Mitglied des Ausschusses für wirtschaftliche Zusammenarbeit.

## Ehrungen
- Bundesverdienstkreuz am Bande
- 1990: Verdienstkreuz 1. Klasse der Bundesrepublik Deutschland